# Psilochalcidia dentata
Psilochalcidia dentata är en stekelart som beskrevs av Wallace A. Steffan 1951. Psilochalcidia dentata ingår i släktet Psilochalcidia och familjen bredlårsteklar.
Artens utbredningsområde är:
- Tchad.
- Senegal.

Inga underarter finns listade i Catalogue of Life.